# Andrew Bertie
Andrew Willoughby Ninian Bertie GColIH 15 de Maio de 1929 - 7 de Fevereiro de 2008) foi o 78º e o primeiro Grande Mestre Britânico da Ordem Soberana e Militar de Malta desde 1258, atuando por quase 20 anos, desde 1988 até a sua morte em 7 de Fevereiro de 2008.
Seu título completo era: Sua Mais Eminente Alteza Fra Andrew Willoughby Ninian Bertie, Principe e Grande Mestre da Ordem Mlitar Soberana e Hospitalar de São João de Jerusalém, de Rodes e Malta, Mais Humilde Guardião dos Pobres de Jesus Cristo.
A 29 de Junho de 1990 foi agraciado com o Grande-Colar da Ordem do Infante D. Henrique de Portugal.
Bertie nunca se casou e possuia um irmão mais novo. Ele era primo em quarto grau duas vezes removido da Rainha Elizabeth II.